# 콜로라도주
콜로라도주(영어: State of Colorado)는 미국 서부에 위치한 주이다. 북쪽으로는 와이오밍주, 네브래스카주, 동쪽으로는 캔자스주, 남쪽으로는 뉴멕시코주, 오클라호마주, 서쪽으로는 유타주와 접하고 있다. 주의 남북으로 로키산맥이 관통하고 있어 주 전체의 평균 표고가 미국에서 가장 높은 산악 주이며 와이오밍주, 유타주와 함께 주 경계가 위선과 경선을 따라 직선으로만 이뤄져 있기도 하다. 주도이자 최대 도시는 로키산맥 동쪽에 있는 덴버이다. 주의 이름은 콜로라도강에서 따 왔으며, 콜로라도는 스페인어로 ‘붉은 빛을 띠다’를 의미한다. 1876년 독립 100주년을 맞는 해에 승격된 주이기 때문에 "100주년의 주" (The Centennial State)라는 별명을 가지고 있다. 정치적으로는 경합주 중 하나로 2012년 대선에서는 밋 롬니 후보가 64개 군 중 37개 군에서 이겼으나 덴버를 주축으로 한 지역에서 민주당이 우세해 버락 오바마가 승리하였다. 이 주는 일리노이주, 미시간주 등과 함께 고등학교 졸업 필수 요건에 ACT가 포함되어 있는 주 중 하나이기도 하다.

## 역사

### 초기 역사
콜로라도 지역에 유럽인들이 오기 수 백 년 전에는 애너사지 족이라 불리는 인디언들이 현재 콜로라도 남서부에 있는 큰 고원의 깊은 협곡을 따라서 돌의 높은 절벽 거주지를 지었다. 유럽인 정착자들이 도착할 때에 아라파호 족, 샤이엔 족, 코맨치 족, 키오와 족과 포니 족이 대초원들에 살고 있었다. 유트 족은 산의 협곡과 서부 경사에 살았다.

### 탐험과 정착

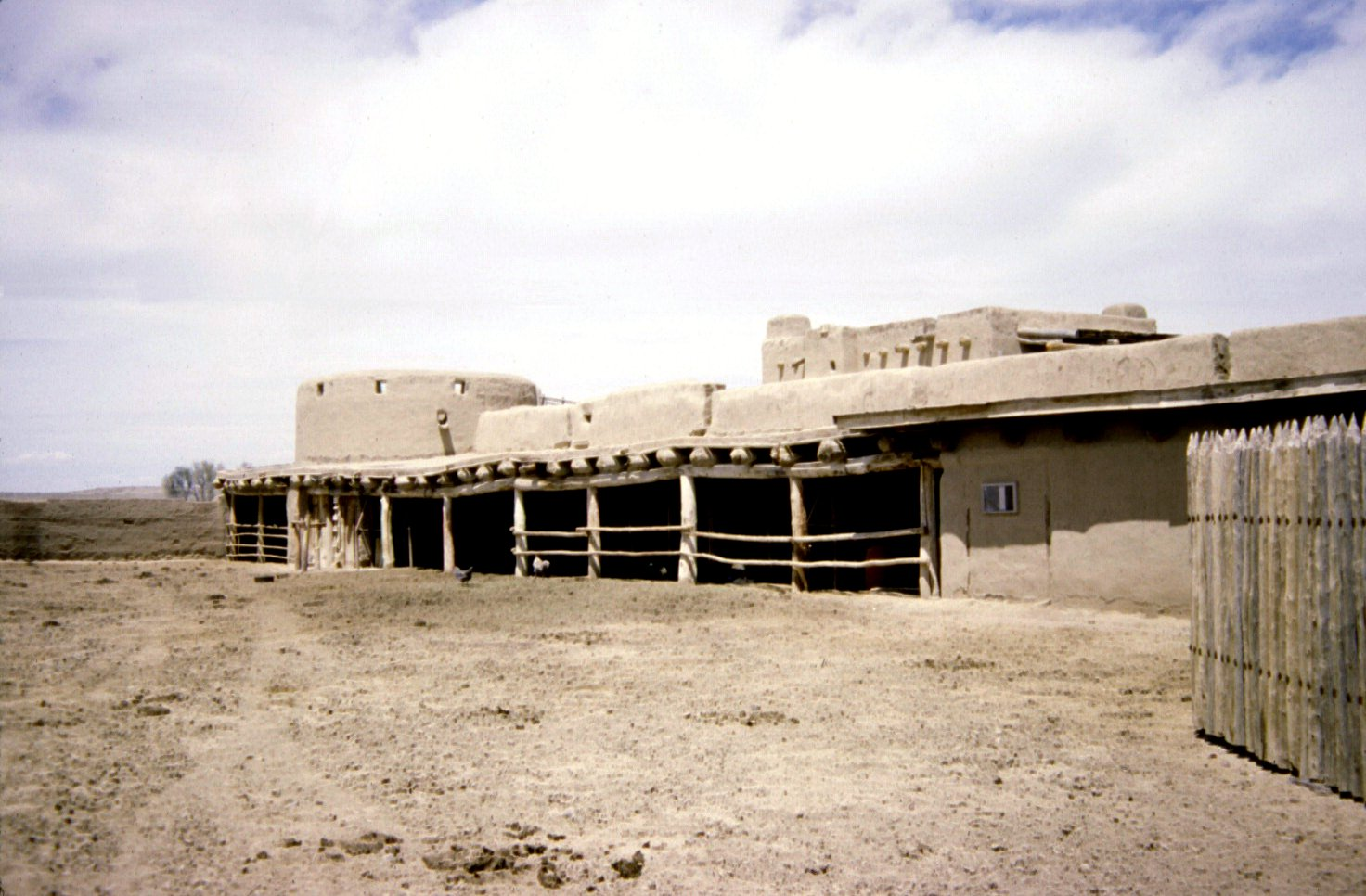
벤츠 요새 같은 교역지들이 19세기 초반에 모피 교역자들에게 봉사하였다.

1600년대 에 온 스페인의 탐험가들이 콜로라도 지방을 방문한 첫 유럽인들이었다. 스페인인들은 금을 찾는 데 실패하여 지역에 정착하려는 시도 없이 떠났다. 1682년, 탐험가 르네-로베르 카블리에 드 라 살은 형재 콜로라도 동부를 포함한 지역에 대한 프랑스의 소유를 주장하였다. 1706년 스페인의 후안 데 울리바리가 그 지방의 스페인 소유를 주장하였다.
1803년, 미국은 루이지애나 매입의 일부로서 오늘날의 콜로라도 동부와 중부를 매입하였다. 다음 20년 동안에 미국인들은 지방의 대부분을 탐험하였다. 육군 사관 제뷸런 파이크는 1806년 콜로라도 지역에 들어갔다. 파이크의 여행 기록은 그의 이름을 딴 파이크스 산꼭대기였던 거대한 산을 묘사한다. 다른 사관 스티븐 롱은 1820년 탐험대를 이끌었다. 미국인들의 첫 영구 정착지는 1833년 오늘날 라준타 근처에 완공된 벤츠 요새였다. 교역자 윌리엄 벤트에 의하여 지어진 요새는 비버의 털가죽 교역을 위하여 키트 카슨과 다른 유명한 변경 개척자들에 기지로서 이용되었다. 1821년 멕시코가 스페인으로부터 서부 콜로라도의 통치를 얻었다.
멕시코 전쟁이 일어나는 동안에 미국이 통치하였으며, 전쟁을 끝낸 조약의 기간 아래에 대지를 간직하였다

### 골드 러시

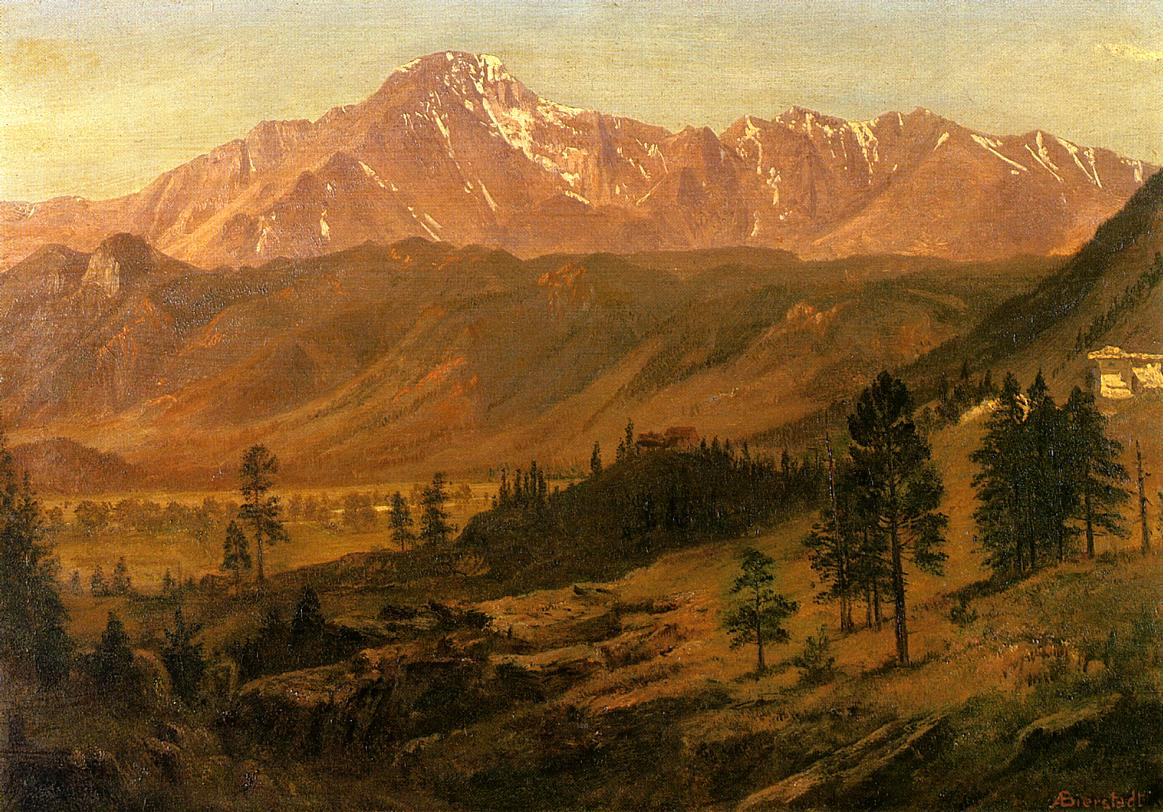
파이크스 산꼭대기

콜로라도는 1850년대 후반까지 일부 정착자들이 있었다. 그러고 나서 1858년에 시굴자들이 오늘날 덴버의 대지 근처에 있는 드라이 크리크를 따라 금을 찾았다. "파이크스 산꼭대기 혹은 흉상"이 시굴자들이 콜로라도의 금광들로 향하는 길고 어려운 산길을 여행하면서 그들의 슬로건이 되었다. 1859년 대략 50,000명의 사람들이 쇄도의 절정에 있는 지역에 도달하였다.
번창하는 지역의 통치는 주요 문제가 되었다. 인디언들은 다양한 조약들에 의하여 대지가 자신들에게 주어졌다고 주장하였다. 광부들은 인디언들의 주장을 무시하고 자신들이 제퍼슨 준주라 불리는 준주를 세웠다. 미국 의회는 제퍼슨 준주를 인정하는 것을 거부하고 1861년 콜로라도 준주를 만들었다. 윌리엄 길핀이 첫 준주의 지사로 임명되었다.

### 준주의 변화

콜로라도 준주의 창조 전의 뉴멕시코, 유타, 캔자스와 네브래스카 준주들

인디언들과 백인들은 많고 작은 충돌 겪었으며, 1860년대부터 1870년대까지 세 차례의 큰 전투가 발생했다. 1864년 콜로라도 시민군들이 샌드 크리크에서 샤이엔 족과 아라파호 마을을 공격하여 150명 이상의 인디언들을 살해하였다. 이 전투는 샌드 크리크의 대학살이라고 불린다. 미국 정부는 공격을 비난하고 인디언들 사망자들을 위하여 보상금을 치렀다. 1868년 동부 콜로라도에 있는 아리캐리 강에서 인디언의 대군이 50명의 육군 정찰병들을 공격하였다. 정찰병들은 강에 있는 비처 아일랜드에서 며칠 동안 싸우다가 결국 다른 군인들에 의하여 구출되었다.
콜로라도에서 벌어진 마지막 큰 인디언 전투는 1879년에 일어난 미커의 대학살이었다. 이 싸움에서 유트족 인디언들이 그들의 보호 구역 대리인 네이선 미커를 살해하고 군인들을 숨어 기다렸다. 전투가 끝난 후, 우레이라 불리는 존경적인 유트족의 추장은 인디언 전사들을 진정시키고 백인들과의 문제를 가라앉히는 데 도움을 주었다.
많은 정착자들은 시냇물들을 따라 대목장과 농장들을 시작하였다. 크루드 자극 시스템들은 산의 동부 가장자리와 산루이스 계곡에서 발달되었다. 1870년 서부를 발달시키는 데 믿었던 뉴욕 시의 유명한 편집자 호러스 그릴리는 후에 자신의 이름을 딴 콜로라도 농장 식민지를 후원하는 데 도움을 주었다. 그릴리는 "서부로 가자, 젊은이들이여"라는 인기적 표현을 만들었다.
1870년 덴버 태평양 철도가 와이오밍주 샤이엔에서 주요 선과 함께 덴버를 이었다. 이 철도는 콜로라도와 동부를 이었다. 그해 후순에 캔자스 태평양 철도가 덴버로 향하는 선을 지었다.

### 주 지위
콜로라도는 1876년 8월 1일 합중국으로 편입되었다. 준주의 총독 존 라우트가 주의 초대 지사로서 선출되었다.
주 지위의 초기 세월에 새로운 광산의 붐이 콜로라도에 부유를 가져왔다. 이때 은이 번창의 원인을 가져왔다. 리드빌과 애스펜이 은의 중심지로서 붐을 일으켰다.
호러스 A. W. 테이버는 이 화려한 시기의 상징이 되었다. 그는 "은의 왕"으로 불리었다. 일부 광산으로부터 들어온 그의 이익들과 함께 테이버는 리드빌과 덴버에 장대한 건물들을 지었다. 덴버에서 그의 투자는 그 경계 지방의 타운이 비즈니스와 금융의 중심지가 되는 도움을 주었다. 테이버는 미국 상원이 되었다.
1893년 전국에 걸쳐 비즈니스가 갑자기 쇠퇴하였다. 이 때문에 미국 정부는 은의 거대한 양을 매입하는 데 그 동의서들을 취소하였다. 콜로라도 주에서는 많은 은광이 문을 닫고 광부들이 자신들의 직업을 잃었다. 다른 비즈니스들은 실업자들이 제품을 살 여유가 없었기 때문에 고통을 겪었다.

### 주 승격
콜로라도의 번창과 더불어 위기들이 지속되었다. 크리플 크리크에서 주요 금의 발견이 은 폭락의 타격을 약화시켰다. 농부들은 다른 수확물들을 시도하고 자신들의 자극 시스템들을 확장하였다. 사탕무과 감자들이 콜로라도에서 가치 있는 수확물이 되었다. 주의 첫 설탕 정제소가 1899년 그랜드정션에 개장하였다. 1902년 컨티넨털 디바이드에 철도의 건설이 시작되었다. 1906년 덴버에서 U. S. 민트가 첫 동전들을 생산하였다.
1910년에 들어서 콜로라도 주에는 거의 800,000명의 사람들이 살았다. 농업은 광업을 대신하여 주의 가장 중요한 산업이 되었다. 콜로라도 주는 다른 주보다 더 많은 대지들을 가졌다. 식품 가공업은 통조림 공장과 더 많은 설탕 정제소들이 세워지면서 번창하였다.

### 1910년대와 1920년대
1900년대 초반에 자동차의 개발은 2개의 콜로라도 주의 산업인 석유 산업과 관광업에서 재빠른 번창을 초래하였다. 가족의 차는 휴가 여행을 더 쉽게 하였으며, 콜로라도 주의 화려한 풍경이 수 천 명의 관광객들을 끌어들였다. 자동차들은 석유 제품들을 위한 요구를 증가시켰다. 콜로라도의 첫 유정들은 준주 시대 동안에 아칸소 계곡에서 굴착되었으나 생산량이 적었다. 후에 새로운 유전들이 발견되었다. 1920년에 들어서 석유는 콜로라도 주의 가장 중요한 천연 생산품이 되었다.
주 정부는 산업에서 향상과 함께 복지를 향상시켰다. 예를 들어, 근로자들의 보수 계획이 1915년에 통과되었다.
1927년, 유명한 모패트 철도 터널이 주의 기금들과 함께 완공되었다.

### 대공황
1930년대의 대공황이 일어난 동안에 콜로라도 주의 경제는 고통을 겪었다. 농장의 가격들이 급격하게 떨어져 침울해졌다. 건기가 대평원에 시작되었다. 바람이 건조하고 가루 형태의 흙이 큰 먼지의 구름으로 변하였고, 먼지 폭풍우가 하늘을 어둡게 하였다. 주와 연방 정부는 바람에 의하여 손상된 대지를 복구하고 실업자들을 돕는 프로그램들을 시작하였다. 1935년 주는 노인들의 연금을 위하여 돈을 모으는 데 2 퍼센트의 판매세를 채택하였다. 고속도로의 건설과 다른 프로그램들이 실업자들을 다시 일하게 하는 데 도움을 주었다.

### 1900년대 중반
제2차 세계 대전이 일어나는 동안에 콜로라도 주의 경제가 붐을 일으켰다. 전쟁은 콜로라도 주의 금속과 석유를 위한 거대한 요구를 가져왔다. 정부는 주에 일부 공군 기지들과 덴버 지역에 일부 연방 대리점들을 설립하였다. 육군 기지가 콜로라도 스프링스 근처의 포트카슨에 주둔했다. 콜로라도 주의 군사 지불 급료 총액이 1940년 300만 달러에서 1945년 1억 5천 2백만 달러로 올랐다.
전쟁이 끝난 후, 콜로라도 주의 인구는 증가하였고 주는 국가에서 가장 빨리 번창하는 주들 중의 하나로 순위에 들어오기 시작하였다. 중부 콜로라도에서는 많은 외곽들이 주요 도시들의 주변에 발달되었다.
인구의 번창과 함께 콜로라도 주의 홍수 조절, 자극과 수자원 저장을 위한 필요함이 심해졌다. 중부 콜로라도와 대평원은 가끔 장기적 가뭄이나 갑자기 생긴 홍수들을 겪었다. 1949년 덴버 근처에 체리 크리크 댐이 완공되었으며, 2년 전에는 앨버 B. 애덤스 터널이 완공되었다. 이 터널은 물을 실어 로키산맥을 지나 주의 서부에서 산맥의 북동부 지역으로 간다. 이것은 1959년에 완공된 큰 콜로라도-빅 톰슨 프로젝트의 일부였다. 이 프로젝트는 댐, 펌프 작용소, 저수지와 농장 지대의 대략 720,000 에이커(291,000 헥타르)를 자극하는 터널들의 연속이었으며, 또한 6개의 수력 발전소들을 포함한다.
1950년대에 더 많은 연방적 사무소와 군사 시설들이 콜로라도 주에 설립되었다. 국립 표준 사무국(현재의 국립 표준 기술 연구소)의 실험실이 1954년 워싱턴 D. C.에서 불더로 옮겨졌다. 미국 공군 사관 학교는 1958년 콜로라도 스프링스 캠퍼스를 열었다. 북아메리카 공중 방어 사령부(현재의 북아메리카 항공 우주 국방 사령부)는 콜로라도 스프링스 근처에 본부를 세웠다.
1954년에는 제조업이 주의 주요한 산업으로서 농업을 대신하였다. 더 큰 제조업 지대들은 원자 탄두, 미사일과 다른 군사 용품들을 생산하였다. 전자 부품의 제조업과 우라늄의 채굴과 평삭이 주의 서부에서 가장 중요한 산업이 되었다.
콜로라도 강 저장 프로젝트가 1956년에 시작되었다. 이 프로젝트의 주요 부분은 주의 중부에 있는 건니슨 강에 놓인 웨인 N. 애스피놀 저장 유닛이었다. 1976년에 완료된 이 유닛은 발전소, 저수지와 수자원 정화 시스템들을 포함하였다. 그것은 콜로라도 주에서 자극, 동력과 오락을 위하여 물을 가져오도록 설계되었다. 프로젝트는 콜로라도강과 그 지류들을 따라서 위치한 다른 5개의 주들을 가로지르며 퍼진다.
1960년대 초반에 프라잉 팬-아칸소 프로젝트가 시작되었다. 프로젝트는 물을 서부 콜로라도에서 주의 동부 지역에 있는 평원으로 이동시키도록 설계되었다. 프로젝트는 1972년에 운영을 시작하여 1985년에 완료되었다.

### 1900년대 후반
1976년 빅 톰슨 강의 홍수가 러블랜드 근처에 있는 빅 톰슨 캐니언에 있는 주택, 여름 오두막과 리조트의 지역을 휩쓸었다. 집중 호우로 인한 이 홍수로 인해 135명 이상의 주민들이 사망하였다.
콜로라도, 특히 덴버 지역은 1970년대 동안에 발달된 전국적인 동력 부족에 책임을 진 동력에 관련된 활동들을 위한 중심지가 되었다. 주의 동력 회사들은 운영을 확장했다. 이 상사들은 콜로라도 주의 석탄, 천연가스와 석유의 막대한 매장량을 개발시켰다. 동력 지대의 확장은 1970년대 후반과 1980년대 초반 동안에 거대한 인구의 번창의 결과를 가져왔다. 이 동력의 붐이 무너지고, 1980년대에 들어서 콜로라도 주는 경제적 폭락을 향하였다. 하지만 1980년대 후반과 1990년대에 경제적 향상이 이루어졌다.

### 21세기
콜로라도 주는 미국에서 가장 빠르게 번창하는 지역들 중의 하나로 남아 있다. 주는 지속적으로 공해와 수질 오염, 로키산맥의 동부 가장 자리를 따라 일어나는 혼잡과 도시의 쇠퇴와 같은 문제들과 직면하였다. 농업, 광업 인구는 시골 지역들에서 쇠퇴하였다. 2013년 5월에 덴버 근처의 도시인 볼더에서 홍수가 발생하였다. 미래의 향상을 위하여 주의 지도자들은 콜로라도 주가 경제와 도시 계획을 향상시키고 깨끗한 물의 충분한 공급을 이룰 것이라 믿는다.

## 경제

### 서비스업

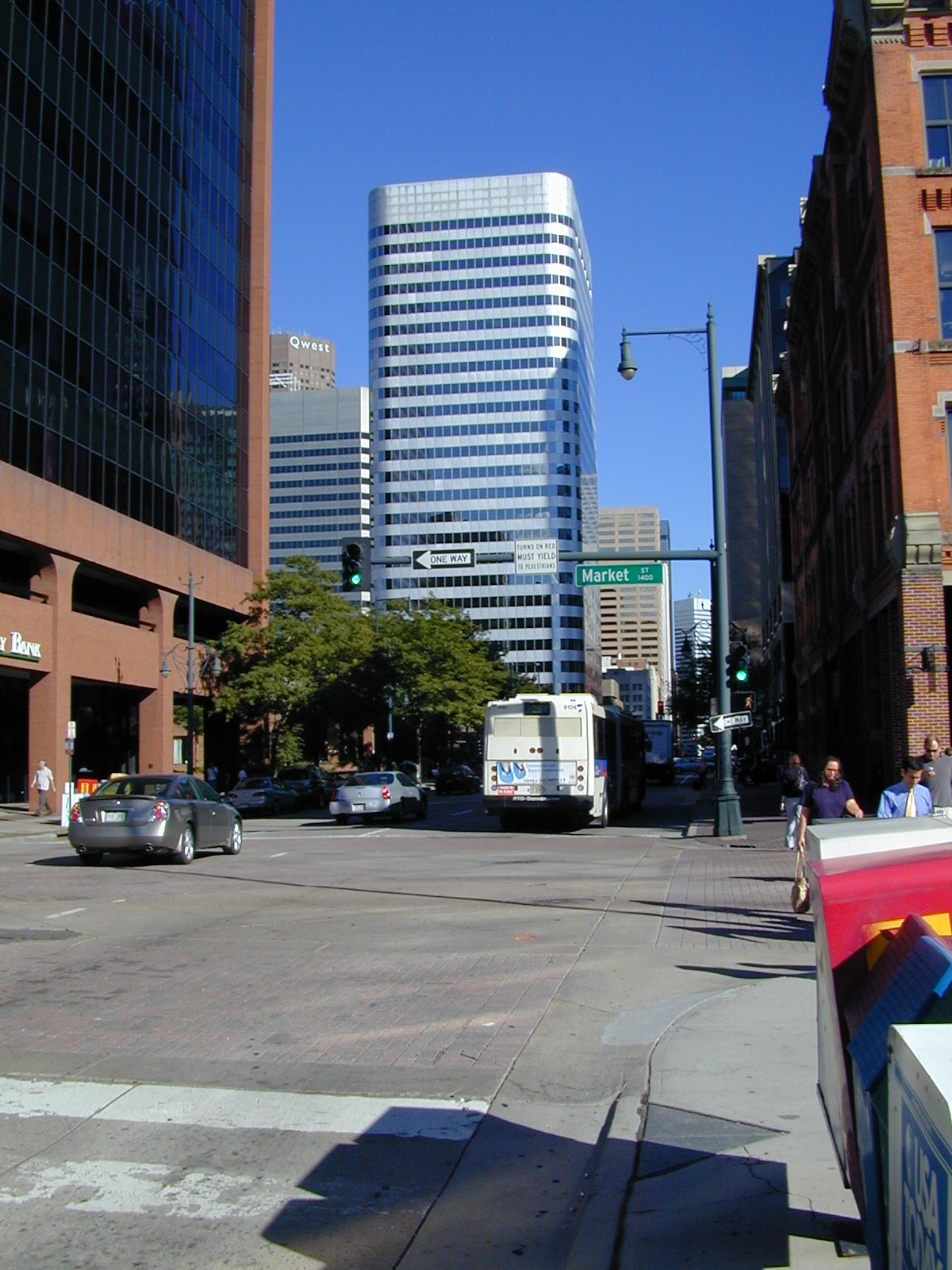
"서부의 월 스트리트"로 알려진 17번 거리는 덴버의 은행, 주식회사와 금융 대리점들의 기지이다.

서비스업은 콜로라도 주의 고용과 국내 총생산 둘다에서 가장 큰 일부를 차지한다. 콜로라도 주의 서비스업들은 포트콜린스부터 푸에블로까지 로키산맥의 동부를 따라서 발견되며, 덴버의 메트로폴리탄 지역에 집중되어 있다.
주도인 덴버는 정부 활동들의 중심지이다. 도시는 또한 지방 은행과 재정의 중심지이기도 하다. 일부 국가에서 주요한 보험과 투자의 상사들이 그곳에 큰 지사를 두고 있다. 덴버는 미국의 로키산맥 지방의 도매 유통의 중심지이며, 국가에서 항공, 철도와 트럭 산업들의 주요 중추이다. 호텔, 식당과 소매상들은 주로 덴버와 다른 메트로폴리탄 지역들에 있다. 이 산업들은 관광객들과 주에서 열리는 많은 집회들로부터 비즈니스의 거의를 받는 편이다.
콜로라도 주는 디시 네트워크 주식회사, 레블 3 통신과 국가에서 주요한 전기 통신 회사들 중 하나인 퀘스트 통신의 거점이다. 미국 공군은 공군 사관 학교와 북아메리카 항공 우주 국방 사령부를 포함한 콜로라도스프링스 지역에 광대한 시설들을 가지고 있다. 연방 정부는 콜로라도 주의 인구가 없는 대지의 거의를 소유하면서 거기에 목초지, 벌목, 광업과 오락을 통제한다.

### 제조업
컴퓨터와 전자 제품, 식료품은 콜로라도 주의 주요한 제조품이다. 많은 컴퓨터와 전자 회사들은 불더, 콜로라도 스프링스와 덴버 지역들에 위치한다. 중요한 제품에는 통신 장치, 전자 의료 장치와 반도체가 포함된다. 맥주의 양조와 정육업은 주의 주요한 식품 가공업의 일부이다. 일부 양조업은 골든과 포트콜린스에서 운영되고 있다.
콜로라도의 다른 주요한 제조품에는 화학품, 의료 용품과 비금속 광물 제품들이 포함된다. 약품은 볼더 지역에서 생산된다. 수술과 의료 기구들은 볼더와 덴버 지역들에서 제조되며, 덴버 지역은 콘크리트 제품들을 만든다.

### 농업
농장 지대는 콜로라도 주의 대략 절반을 뒤덮고 있다. 가축과 축산물은 콜로라도주 농장 소득의 대부분을 차지한다. 육우는 주요한 농산물이며, 콜로라도 주는 높은 순위의 육우 사육지이다. 육우는 주의 북동부에서 사육된다. 젖소는 그릴리 지역에서 사육되고 있다. 콜로라도 주는 고기와 털을 위한 양의 주요한 생산지이다. 콜로라도 주의 농부들은 돼지와 가금류를 기르기도 한다.
주요 곡물은 옥수수, 건초와 밀이다. 주의 북동부는 옥수수의 대부분을 생산한다. 밀은 주의 동부에서 자라며, 콜로라도 주는 주의 대부분 지역들에서 생산하는 건초의 주요한 생산지이다. 농부들은 또한 보리, 콩, 양배추, 당근, 양파, 감자와 사탕무를 재배하기도 한다.
복숭아는 콜로라도 주의 주요한 과일이다. 온실과 종묘 산품들은 농업 소득의 중요한 근원이다. 포도주의 생산은 특히 델타와 메사 카운티들에서 성장하고 있는 산업이다.

### 광업

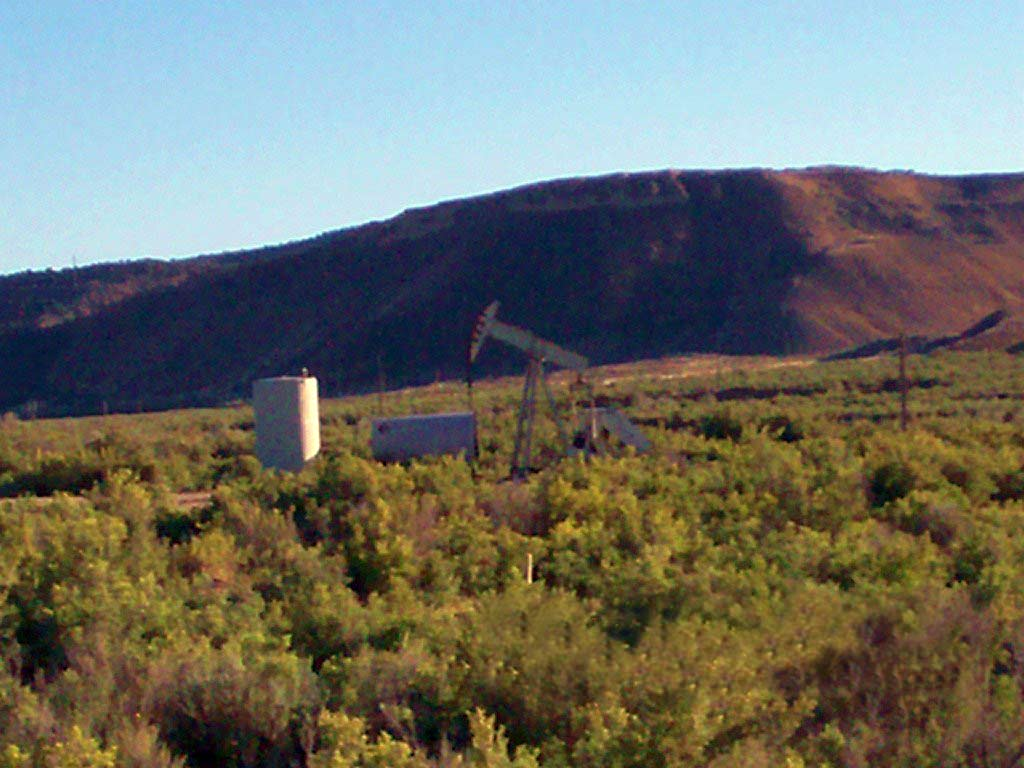
서부 콜로라도의 유정

석탄, 천연가스와 석유는 콜로라도 주의 주요 광물이다. 서부 콜로라도는 석탄 생산의 주요한 지역이다. 모팻 카운티의 표면 광산과 건니슨과 루트 카운티들의 지하 광산은 주요 석탄 생산지이다.
큰 천연 가스 지대들은 덴버와 듀랑고 근처에 위치한다. 국가에서 내륙의 평야 지방의 큰 휴고턴 지대는 콜로라도주 남동부 모퉁이로 뻗어있다.
서부의 샤이엔 카운티, 북서부의 리오블랭코 카운티와 북부의 웰드 카운티는 주에서 가장 생산적인 유전들을 가지고 있다. 덴버의 동부 지역도 중요한 유전이 있다.
콜로라도 주의 다른 광물들은 금, 몰리브덴, 모래와 자갈이다. 금과 몰리브덴은 로키산맥의 광산들로부터 왔다. 모래와 자갈은 북부 평원 지방의 강을 따라 있는 채굴장에서 획득된다. 주는 화강암, 석회암과 포틀랜드 시멘트를 생산하기도 한다.
콜로라도 주는 석유 근원인 유혈암의 큰 매장량을 가지고 있다. 유혈암은 콜로라도 주의 북서부에서 발견된다. 석유 회사들은 1920년대 이래 유혈암에서 석유를 추출하는 실험을 해 왔다. 가공 시 높은 가격은 주요 장애물로 남아 있다.

## 인구
| 인구조사                             | 인구      | Note | %±     |
| ------------------------------------ | --------- | ---- | ------ |
| 1860년                               | 34,277    |      | —      |
| 1870년                               | 39,864    |      | 16.3%  |
| 1880년                               | 194,327   |      | 387.5% |
| 1890년                               | 413,249   |      | 112.7% |
| 1900년                               | 539,700   |      | 30.6%  |
| 1910년                               | 799,024   |      | 48.0%  |
| 1920년                               | 939,629   |      | 17.6%  |
| 1930년                               | 1,035,791 |      | 10.2%  |
| 1940년                               | 1,123,296 |      | 8.4%   |
| 1950년                               | 1,325,089 |      | 18.0%  |
| 1960년                               | 1,753,947 |      | 32.4%  |
| 1970년                               | 2,207,259 |      | 25.8%  |
| 1980년                               | 2,889,964 |      | 30.9%  |
| 1990년                               | 3,294,394 |      | 14.0%  |
| 2000년                               | 4,301,262 |      | 30.6%  |
| 2010년                               | 5,029,196 |      | 16.9%  |
| 2019 (추산)                          | 5,758,736 |      | 14.5%  |
| 출처: Census 1910–2010 2018 estimate |           |      |        |

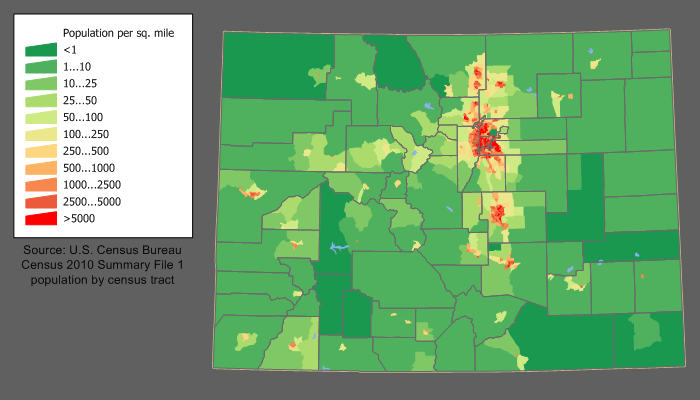
콜로라도 주의 인구 분포 지도. 덴버를 중심으로 몰려있음을 알 수 있다.

2015년 7월 1일에 미국 인구조사국은 콜로다도 주의 인구를 2010년에 실시한 인구 조사보다 8.5% 증가한 5,456,574명으로 추산하고 있다고 발표하였다. 이 중 가장 인구가 많은 곳은 덴버로, 콜로라도스프링스, 볼더를 포함한 덴버 도심권은 2013년 추산 3,277,309명으로 전체 주 인구의 60%를 차지하고 있다. 이외에 콜로라도 주는 인구가 100,000명을 넘는 도시가 8군데 있는 것으로 조사되었다. 2000년 인구 조사에서는 4,301,261명이 거주해 10년 전 조사보다 31% 증가하였으며, 2010년 조사에서도 17% 증가하여 높은 인구 증가를 보이고 있다.
한편 2010년 인구 조사에 나온 콜로라도 주의 인구 분포를 보면, 비히스패닉계 백인이 70.0%, 히스패닉이 11.3%, 흑인이 4.0%, 아시아인이 2.8%를 기록하였다. 콜로라도 주는 높은 히스패닉 비율을 보이고 있는데, 특히 덴버 지역으로 몰려 있다. 2010년 조사에서 콜로라도 주는 히스패닉 비율로는 미국에서 7번째로 높은 주에 올랐다. 또한 콜로라도 주에는 대규모의 흑인 지역 사회가 공존하며, 몽골계, 중국계, 필리핀계, 한국계, 동남아시아계, 일본계 등 상당수의 아시아인들이 모여 거주하고 있다.
출산율은 2006년을 기준으로 70,331명을 기록하였는데 2007년 조사에서는 출산아 중 59.1%가 비히스패닉 백인으로 밝혀졌다. 종교에서는 콜로라도주 주민들 중 44%는 기독교를 믿으며, 로마 가톨릭은 19%, 예수 그리스도 후기성도 교회는 3%, 유대교는 2%, 이슬람교는 1%로 나타났다. 그외에 무교층은 25%를 차지하였다. 한편 여러 조사 결과 콜로라도 주는 미국에서 가장 비만율이 낮은 것으로 밝혀졌다.

## 기후
| Colorado의 기후               | Colorado의 기후 | Colorado의 기후 | Colorado의 기후 | Colorado의 기후 | Colorado의 기후 | Colorado의 기후 | Colorado의 기후 | Colorado의 기후 | Colorado의 기후 | Colorado의 기후 | Colorado의 기후 | Colorado의 기후 | Colorado의 기후 |
| 월                            | 1월             | 2월             | 3월             | 4월             | 5월             | 6월             | 7월             | 8월             | 9월             | 10월            | 11월            | 12월            | 연간            |
| ----------------------------- | --------------- | --------------- | --------------- | --------------- | --------------- | --------------- | --------------- | --------------- | --------------- | --------------- | --------------- | --------------- | --------------- |
| 역대 최고 기온 °F (°C)        | 84 (29)         | 88 (31)         | 96 (36)         | 100 (38)        | 107 (42)        | 114 (46)        | 115 (46)        | 112 (44)        | 108 (42)        | 100 (38)        | 90 (32)         | 88 (31)         | 115 (46)        |
| 역대 최저 기온 °F (°C)        | −56 (−49)       | −61 (−52)       | −44 (−42)       | −30 (−34)       | −11 (−24)       | 10 (−12)        | 18 (−8)         | 15 (−9)         | −2 (−19)        | −28 (−33)       | −37 (−38)       | −50 (−46)       | −61 (−52)       |
| 출처: Colorado Climate Center |                 |                 |                 |                 |                 |                 |                 |                 |                 |                 |                 |                 |                 |